# Гальцов, Александр Петрович
Александр Петрович Гальцов (Гольцев) (01.02.1909, город Витебск, современная Витебская область, Республика Беларусь — весна? 1965) — советский климатолог, метеоролог, геофизик. Доктор географических наук (1958). Участник Великой Отечественной войны

## Биография
В 1930 годы — метеоролог-полярник, в 1933 г. принимал участие в зимнем плавании «Красина» к Новой Земле (В. С. Корякин 2015, С.?).
В годы Великой Отечественной написал в соавторстве учебник «Метеорология для летчиков», изданная в 1941 году.
Призван 23.06.1941 Московским ГВК. Имел воинское звание: военинженер 3 ранга. Служил в следующих частях и подразделениях:
авбз 184, 233 шад (ЦАМО. Учётно-послужная картотека. Шкаф 656. Ящик 800). Дата выбытия: 03.07.1942. Причина выбытия: осужден (ЦАМО. Фонд 58. Опись 818883. Единица хранения 759). Дело рассматривал ВК г. Москвы (Савеловский ОВК. Дело 11001078).
С середины 1950-х гг. работал в отделе климатологии Института географии.
Докторская степень присвоена в 1958 году.

### Диссертации
Гальцов, Александр Петрович. Опыт анализа климатообразующих процессов : в применении к генетической классификации туманов : диссертация … доктора географических наук : 11.00.00. — М., 1954. — 278 с. : ил.
Гальцов, Александр Петрович. Анализ климатообразующих процессов [Текст] : (В применении к генет. классификации туманов) / Акад. наук СССР. Ин-т географии. — М. : Изд-во Акад. наук СССР, 1957. — 206 с.

### Справочники, энциклопедии
- Краткая географическая энциклопедия — редактор-консультант (вопросы климатологии).
- Гальцов А. П. Метеорология для летчиков [Текст] / А. П. Гальцов, Л. А. Чубуков. — М. : Воениздат, 1941 (Ленинград). — 252 с.
- Очерки природы Кара-Кумов [Текст] / А. П. Гальцов, В. Н. Кунин, Э. М. Мурзаев и др. ; [отв. ред.: чл.-кор. Акад. наук Туркм. ССР д-р геогр. наук В. Н. Кунин] ; Акад. наук СССР. Ин-т географии. — Москва : Изд-во Акад. наук СССР, 1955. — 408 с.

### Научно-популярные издания
- Гальцов А. П. Погода и её предсказание [Текст] / Канд. геогр. наук А. П. Гальцов. — М. : Знание, 1955. — 32 с. : ил.; 22 см. — (Серия 3/ Всесоюз. о-во по распространению полит. и науч. знаний; № 3).
- Гальцов А. П. Атмосфера и погода [Текст]. — М. : Госкультпросветиздат, 1953. — 52 с. : ил., карт.; 22 см. — (Библиотечка «В помощь лектору» № 10).
- Гальцов А. П. Как предсказывают погоду [Текст]. — М. : Воениздат, 1954. — 112 с. : ил., карт.; 20 см. — (Научно-популярная библиотека солдата и матроса)
- Гальцов А. П. Как предсказывают погоду [Текст]. — М. ; Ленинград : Детгиз, 1951. — 72 с. : ил.; 20 см. — (Естественно-научная библиотечка школьника)
- Гальцов А. П. Как возникает засуха и меры борьбы с ней [Текст] : Науч.-попул. лекция. — М. : [Правда], 1951. — 30 с.; 22 см. — (Колхозная серия / Всесоюз. о-во по распространению полит. и науч. знаний).
- Гальцов А. П. Погода и её предсказание [Текст] / А. П. Гальцов. — М. : Госкультпросветиздат, 1947 (тип. «Кр. звезда»). — 64 с.
- Гальцов А. П. Погода и её предсказание [Текст] / Канд. геогр. наук А. П. Гальцов. — М. : Знание, 1955. — 32 с. : ил.; 22 см. — (Серия 3/ Всесоюз. о-во по распространению полит. и науч. знаний; № 3).
- Гальцов А. П. Наука о погоде и народные приметы [Текст] / А. П. Гальцов, д-р геогр. наук. — М. : [б. и.], 1958. — 40 с. : ил.; 20 см. — (В помощь лектору/ О-во по распространению полит. и науч. знаний РСФСР).

### Статьи
Гальцов А. П., Герасимов И. П., Занин Г. В., Соболев Л. Н. Проект общей программы полевых стационарных исследований по биогеофизике природных ландшафтов. — Изв. АН СССР. Сер. геогр., 1961, № 5, с. 95-99.